# Ramón Juan
Ramón Juan Ramírez (Barcelona, 10 de diciembre de 1999) es un futbolista español que juega de guardameta en el CD Mirandés, de la Segunda División de España.

## Trayectoria
Es un guardameta formado en la cantera de la UE Cornellà, con apenas 18 años llegó a debutar en Segunda División B en la temporada 2017-18.
En la temporada 2019-20, Ramón participó en 19 encuentros con 17 goles encajados, siendo uno de los artífices del equipo catalán para disputar los 'playoffs' de ascenso a Segunda División. Tras eliminar al Unión Deportiva Ibiza y al Atlético Baleares, el 26 de julio de 2020 jugaría la final frente al CD Castellón perdiendo por un gol a cero, quedándose a las puertas del ascenso a Segunda División.
En la temporada 2020-21, defendería la meta del UE Cornellà en la Tercera Ronda de la Copa del Rey en la eliminatoria frente al Atlético de Madrid. El 6 de enero de 2021, la Unió Esportiva Cornellà vencería por un gol a cero al Atlético de Madrid, elimando al club colchonero de la Copa del Rey.
En la siguiente ronda de la Copa del Rey, el 21 de enero de 2021 en dieciseisavos de final se enfrentaría al FC Barcelona con una destacada participación ya que detendría un penalti a Miralem Pjanić y otro a Ousmane Dembélé para forzar la prórroga, donde el conjunto de Ronald Koeman vencería por cero goles a dos, con tantos de Ousmane Dembélé y Martin Braithwaite.
En la temporada 2020-21, defendería la portería del UE Cornellà en 19 partidos, logrando clasificarse para la Primera División RFEF 2021-22.
El 12 de junio de 2021, se comprometió con el CD Mirandés de la Segunda División de España por dos temporadas.

## Clubes
| Club        | País   | Año       |
| ----------- | ------ | --------- |
| UE Cornellà | España | 2017-2021 |
| CD Mirandés | España | 2021-     |